# كوروج كولن (غافروبارمون)
كوروج كولن (بالفارسية: کوروج کولن) هي قرية تقع في إيران في هرمزغان. يقدر عدد سكانها بـ 137 نسمة بحسب إحصاء 2016.